# Arros negre

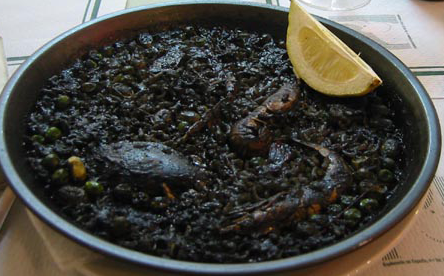
Arros negre

Arros negre (letterlijk: zwarte rijst) is een Catalaans en Valenciaans gerecht dat bestaat uit rijst en zeevruchten. Door het gebruik van de inkt van de inktvis krijgt de rijst een zwarte kleur.
Het gerecht wordt bereid in een paellapan. Naast de inktvis worden vaak ook knoflook, uien, visbouillon, garnalen en olijfolie aan het gerecht toegevoegd.